# دهستان امامزاده عبدالله
دهستان امامزاده عبدالله، یکی از دهستان‌های بخش مرکزی شهرستان سرخه در استان سمنان ایران است. مرکز این دهستان، روستای امامزاده عبدالله است.

## جمعیت
بر پایه سرشماری عمومی نفوس و مسکن در سال ۱۳۹۵، جمعیت دهستان امامزاده عبدالله برابر با ۵۴۹ نفر بوده است.